# Villa Barberini al Gianicolo
Villa Barberini al Gianicolo é um villa barroca localizada na esquina da Via dei Penitenzieri (nº 20) com a Piazza della Rovere, no rione Borgo de Roma, no monte Janículo.

## História
Esta villa está localizada na encosta setentrional do monte Janículo, vizinha do campo Vaticano, no mesmo lugar onde, no século I, foram construídas residências que eram parte, com grande probabilidade, das propriedades primeiro de Calígula e depois de Nero. Na metade do século XVI, já existia na área uma construção que foi depois adquirida pelo cardeal Bonifacio Ferrero, ela própria construída sobre outras ainda mais antigas. Em 1641, o prefeito de Roma, Taddeo Barberini, sobrinho do papa Urbano VIII Barberini, decidiu adquirir a villa — na época chamada de Casino della Palma — e todo o jardim anexo, com a obrigação de manter uma distância adequada em relação à muralha e seu bastião, construído em 1542 por Antonio da Sangallo, o Jovem, assim como a vizinha Porta Santo Spirito.
Contudo, o prefeito ficou com a villa por apenas quatro anos, até 1645, quando, depois de sua apressada fuga de Roma na sequência da eleição do papa Inocêncio X Pamphilj, morreu em Paris, no Reino da França, onde estava refugiado. Em 1653, o cardeal Carlo Barberini, filho de Taddeo, retomou as obras de embelezamento da villa sob o comando de Bernini e Giovanni Battista Contini. Os dois elaboraram propostas muito interessantes para a decoração do jardim, com vielas, falésias e fontes, quase todas destruídas posteriormente. Em alguns ambientes ainda é possível perceber restos das antigas decorações da época nas paredes.
Em 1863, a villa foi cedida ao Manicomio della Lungara (o Ospedale dei Pazzerelli), que ficava num longo edifício de frente para o Tibre onde hoje está o Lungotevere Gianicolense e a Piazza della Rovere, o que obrigou a construção de muros altos para evitar a fuga dos internos. 
No contexto das obras que levaram à demolição do Ospedale, a propriedade foi adquirida pela Companhia de Jesus, que acrescentou diversos edifícios ao casino original entre 1928 e 1930 sob o comando de Salvatore Rebecchini. Atualmente, a propriedade abriga a "Curia Generalis" (a sede internacional) dos jesuítas em Roma, que, até pouco depois da captura de Roma (1873), ficava na Casa Professa.

## Descrição
O palacete original da villa (casino) tinha um único piso e mais um ático; atualmente, o complexo todo foi englobado nas estruturas construídas em meados do século XIX. Uma aquarela de Ettore Roesler Franz preservou uma bela vista de um dos antigos acessos à villa, através de uma saída íngreme e não pavimentada no local onde está a entrada atual: uma comparação revela que no local hoje está uma pequena coluna em travertino de bloqueio de tráfego de automóveis colocada na esquina. Do terraço do jardim é possível ter uma bela vista da cidade. A fachada da villa, muito simples, apresenta uma entrada precedida de uma pequena fonte e por duas rampas que levam até um pequeno átrio recuado decorado no teto por cornijas em estuque com as abelhas dos Barberini, seu símbolo heráldico. A planta do edifício formava um "L", cuja perna mais longa se estendia na direção da encosta setentrional. Ali estavam alguns recintos com teto de caixotões de madeira com os emblemas da família e, na última sala, uma magnífica galeria de frente para o magnífico panorama de Roma. Esta galeria conta com afrescos nas paredes e no teto, com uma grande cartela com putti e anjos no centro sustentando a cartela pontifícia do papa Urbano VIII Barberini. Nos cantos, outros painéis com afrescos dos brasões do cardeal Francesco Barberini e do próprio Urbano, pintados no início do século XVIII. Os jardins se estendiam originalmente por toda a extensão norte do Janículo e incluíam uma série de eixos paralelos, provavelmente com parterres. No centro estava um grande espaço circular e na direção do Vaticano estava um belo cenário de ciprestes com uma fonte criada por Bernini que não está mais no local por que foi vendida posteriormente.